# Zuzana Klimešová
Zuzana Klimešová, née le 21 janvier 1979 à Prague, est une joueuse tchèque de basket-ball, évoluant au poste d'intérieure.

## Biographie
Issue d'une famille où le basket-ball depuis sa grand-mère paternelle, Jirina Klimesova, considérée à l'époque comme la plus grande athlète féminine et membre de la première équipe nationale de basket-ball tchèque, en passant par sa mère Dana Ptáčková également internationale tchèque, sélectionnée aux Jeux olympiques de 1976 à Montréal, ou encore son père Vlastibor Klimeš, international aux Jeux olympiques de 1980 de Moscou.
Elle s'implique réellement dans le basket à partir du passage lors de adolescence en Allemagne où la famille a rejoint son père alors entraîneur. Celui-ci la pousse à aller faire des études aux États-Unis à l'Université Vanderbilt. Elle réalise une bonne carrière qui lui permet d'être choisie lors de la Draft 2002 par le Fever de l'Indiana. Elle y effectue deux saisons parsemées de blessures.
Elle choisit alors de jouer en France, au COB Calais puis à l'ASPTT Arras, ce dernier choix étant déterminé par le fait de rester proche de son compagnon, Sergo Gujaraidze, rugbyman géorgien évoluant dans cette ville.
Troisième génération à intégrer la sélection tchèque, elle fait partie de la génération de joueuses qui remportent une médaille d'argent au Championnat d'Europe 2003. Celle-ci procure un droit d'entrée pour les Jeux olympiques de 2004 où la sélection termine 5e derrière les quatre grosses nations du basket féminin. En 2005, elles obtiennent le titre européen en prenant leur revanche sur la Russie dans un match opposant les deux finalistes de l'édition précédente.

## Club

### NCAA
- 1998-2002 : Commodores de Vanderbilt

### WNBA
- 2002, 2003 : Fever de l'Indiana

### Autres
- 2003-2005 : COB Calais
- 2005-2007 : Arras Pays d'Artois Basket Féminin
- 2007-2008 : Saint-Jacques Sport Reims
- 2008-2009 : Arrêt pour cause de maternité
- 2009-2011 : Reims Basket Féminin

## Palmarès

### Sélection nationale
- Jeux olympiques d'été
  - 5e aux Jeux olympiques de 2004
- Championnat du monde de basket-ball féminin
  - Participation à l'édition 2006
- Championnat d'Europe
  -  Médaille d'or du championnat d'Europe 2005 en Turquie
  -  Médaille d'argent du  Championnat d'Europe 2003